# Тур Швейцарии 1934
2-й выпуск Тура Швейцарии — шоссейной многодневной велогонки по дорогам Швейцарии. Гонка проводилась с 25 августа по 1 сентября 1934 года. Победу одержал немецкий велогонщик Людвиг Гейер.

## Маршрут
Гонка состояла из 7 этапов, общей протяженностью 1474,5 километров.
| Этап | Дата   | Маршрут          | type | Длина (км) | Победитель          | Лидер генеральной классификации |
| ---- | ------ | ---------------- | ---- | ---------- | ------------------- | ------------------------------- |
| 1    | 25 авг | Цюрих – Давос    |      | 227,6      | Доменико Пьемонтези | Доменико Пьемонтези             |
| 2    | 26 авг | Давос – Лугано   |      | 215,5      | Франческо Камуссо   | Людвиг Гейер                    |
| 3    | 27 авг | Лугано – Люцерн  |      | 205,4      | Пауль Эгли          | Людвиг Гейер                    |
| 4    | 28 авг | Люцерн – Лозанна |      | 235,4      | Людвиг Гейер        | Людвиг Гейер                    |
| 5    | 30 авг | Лозанна – Берн   |      | 203        | Макс Булла          | Людвиг Гейер                    |
| 6    | 31 авг | Берн – Базель    |      | 161,6      | Адалино Меалли      | Людвиг Гейер                    |
| 7    | 1 сен  | Базель – Цюрих   |      | 226        | Жан Артс            | Людвиг Гейер                    |

## Итоговое положение
| \| Генеральная классификация \| Генеральная классификация \| Генеральная классификация \| Генеральная классификация \| Генеральная классификация \| \| Гонщик \| Гонщик \| Команда \| Время \| \| \| ------------------------- \| ------------------------- \| ------------------------- \| ------------------------- \| ------------------------- \| \| 1-й \| Людвиг Гейер \| \| 45ч 04' 13 \| \| \| 2-й \| Леон Левель \| \| + 5' 39 \| \| \| 3-й \| Франческо Камуссо \| \| + 8' 45 \| \| \| 4-й \| Герман Бузе \| \| + 37' 56 \| \| \| 5-й \| Франсуа Гардье \| \| + 39' 10 \| \| \| 6-й \| Жан Артс \| Alcyon-Dunlop \| + 45' 03 \| \| \| 7-й \| Анри Гарнье \| \| + 48' 28 \| \| \| 8-й \| Карл Боссард \| \| + 48' 42 \| \| \| 9-й \| Оскар Тирбах \| \| + 49' 46 \| \| \| 10-й \| Марио Чиприани \| \| + 50' 32 \| \| |                   |               |            |
| |                   |               |            |
| |                   |               |            |
| Генеральная классификация |                   |               |            |
| Гонщик | Гонщик            | Команда       | Время      |
| 1-й | Людвиг Гейер      |               | 45ч 04' 13 |
| 2-й | Леон Левель       |               | + 5' 39    |
| 3-й | Франческо Камуссо |               | + 8' 45    |
| 4-й | Герман Бузе       |               | + 37' 56   |
| 5-й | Франсуа Гардье    |               | + 39' 10   |
| 6-й | Жан Артс          | Alcyon-Dunlop | + 45' 03   |
| 7-й | Анри Гарнье       |               | + 48' 28   |
| 8-й | Карл Боссард      |               | + 48' 42   |
| 9-й | Оскар Тирбах      |               | + 49' 46   |
| 10-й | Марио Чиприани    |               | + 50' 32   |

| Горная классификация | Горная классификация | Горная классификация | Горная классификация | Горная классификация |
| Гонщик               | Гонщик               | Команда              | Очки                 |                      |
| -------------------- | -------------------- | -------------------- | -------------------- | -------------------- |
| 1-й                  | Франческо Камуссо    |                      | 50 очков             |                      |
| 2-й                  | Людвиг Гейер         |                      | 40 очков             |                      |
| 3-й                  | Леон Левель          |                      | 36 очков             |                      |

| Горная классификация | Горная классификация | Горная классификация | Горная классификация | Горная классификация |
| Гонщик               | Гонщик               | Команда              | Очки                 |                      |
| -------------------- | -------------------- | -------------------- | -------------------- | -------------------- |
| 1-й                  | Франческо Камуссо    |                      | 50 очков             |                      |
| 2-й                  | Людвиг Гейер         |                      | 40 очков             |                      |
| 3-й                  | Леон Левель          |                      | 36 очков             |                      |

| Командная классификация по времени | Командная классификация по времени | Командная классификация по времени | Командная классификация по времени |
| Команда                            | Команда                            | Время                              |                                    |
| ---------------------------------- | ---------------------------------- | ---------------------------------- | ---------------------------------- |
| 1-й                                | Германия                           | 136ч 40' 21                        |                                    |
| 2-й                                | Италия                             | + 23' 20                           |                                    |
| 3-й                                | Бельгия                            | + 44' 59                           |                                    |

| Командная классификация по времени | Командная классификация по времени | Командная классификация по времени | Командная классификация по времени |
| Команда                            | Команда                            | Время                              |                                    |
| ---------------------------------- | ---------------------------------- | ---------------------------------- | ---------------------------------- |
| 1-й                                | Германия                           | 136ч 40' 21                        |                                    |
| 2-й                                | Италия                             | + 23' 20                           |                                    |
| 3-й                                | Бельгия                            | + 44' 59                           |                                    |